# Инверсия электронных населённостей
Инверсия электронных населённостей — одно из фундаментальных понятий физики и статистической механики, используемое для описания принципов функционирования лазеров.

## Распределение Больцмана и термодинамическое равновесие
Чтобы понять концепцию инверсии населённостей, необходимо сначала пояснить некоторые моменты термодинамики и законы взаимодействия света с веществом. Для примера представим, что рабочее тело лазера состоит из нескольких атомов, каждый из которых может находиться в одном из двух или нескольких энергетических состояний:
1. Основное состояние, с энергией E1, или
2. Возбуждённое состояние, с энергией E2, причём E2>E1.

Количество атомов, находящихся в основном состоянии, примем равным N1, а количество возбуждённых атомов — N2.
Таким образом, общее число атомов будет
N = N1 + N2.
Разница между энергетическими уровнями ΔE = E2-E1 определяет характерную частоту ν21 света, который взаимодействует с атомами. Найти её можно из следующего выражения:
{\displaystyle E_{2}-E_{1}=\Delta E=h\nu _{21}},
где h — постоянная Планка.
Если группа атомов находится в термодинамическом равновесии, то число атомов, находящихся в каждом состоянии, можно найти с помощью распределения Больцмана:
{\displaystyle {\frac {N_{2}}{N_{1}}}=\exp {\frac {-(E_{2}-E_{1})}{kT}}},
где T — температура группы атомов, k — постоянная Больцмана.
Таким образом, мы можем рассчитать населённость каждого энергетического уровня для комнатной температуры (T≈300K) для энергии ΔE, соответствующей видимому свету (ν≈5⋅1014 Гц).
Так как E2 — E1 >> kT, показатель степени в вышеприведённом выражении представляет собой большое отрицательное число, то есть N2/N1 крайне мало, а число возбуждённых атомов практически равно нулю.
Таким образом, в случае термодинамического равновесия, состояние с низкой энергией намного популярней возбуждённого состояния, и это является нормальным состоянием системы. Если удастся каким-либо способом обратить ситуацию, то есть сделать N2/N1 >  1, то тогда можно будет сказать, что система перешла в состояние с инверсией электронных населённостей.
Анализ этих утверждений показывает, что в случае термодинамического равновесия, согласно распределению Больцмана, для любых положительных значений ΔE и температуры, N1 всегда будет значительно превышать N2. Отсюда следует, что для получения инверсии населённостей система не может находиться в термодинамическом равновесии (в квантовой статистике инверсия населенностей может осуществляться при отрицательной абсолютной температуре).

## Взаимодействие света и вещества
В природе существует три механизма взаимодействия света с веществом

### Поглощение
Если свет (фотоны с частотой ν21) проходит через группу атомов, существует вероятность, что свет будет поглощён атомом, находящимся в основном состоянии, что вызовет его переход к возбуждённому состоянию. Вероятность поглощения пропорциональна интенсивности света, а также количеству атомов N1, находящихся в основном состоянии.

### Спонтанное излучение
Если атом находится в возбуждённом состоянии, он может самопроизвольно перейти в основное состояние с вероятностью, пропорциональной количеству возбуждённых атомов N2. Разница в энергии между этими состояниями ΔE при этом излучится атомом в виде фотона частоты ν21, которую можно найти из выражения, приведённого выше.
При этом процессе фотоны излучаются неупорядоченно (стохастически), то есть фазы волн таких фотонов не совпадают. Другими словами, спонтанное излучение некогерентно. В случае отсутствия других механизмов количество возбуждённых атомов в момент времени t можно найти как
{\displaystyle N_{2}(t)=N_{2}(0)\exp {\frac {-t}{\tau _{21}}}},
где N2(0) — количество возбуждённых атомов в момент времени t=0, τ21 — предполагаемое время перехода между двумя состояниями.

### Вынужденное излучение
Если атом уже находится в возбуждённом состоянии, переход к основному состоянию может произойти принудительно, если рядом пройдёт фотон частоты ν21, соответствующей энергии ΔE. При этом атом излучит второй фотон частоты ν21. Так как первый фотон при этом не поглотился, на выходе мы будем иметь уже два фотона одинаковой частоты. Такой процесс называется вынужденным излучением. Количество принудительно излучивших атомов пропорционально числу атомов в возбуждённом состоянии N2, а также интенсивности внешнего излучения.
Ключевым моментом процесса вынужденного излучения является то, что второй фотон имеет ту же частоту и фазу, что и первый. Другими словами, оба фотона когерентны. Это свойство делает возможным процесс оптического усиления, а, следовательно, и создание лазеров.
В процессе работы лазера имеют место все три описанных выше механизма взаимодействия света с веществом. В начальный момент атомы переходят в возбуждённое состояние с помощью процесса накачки, который описан ниже. Некоторые из этих атомов спонтанно излучат некогерентные фотоны частоты ν. Эти фотоны возвращаются в рабочее тело лазера с помощью оптического резонатора, элемента конструкции лазера. Часть этих фотонов поглотится атомами, находящимися в основном состоянии, и они будут потеряны для процесса работы лазера. Другая же часть вызовет вынужденное излучение возбуждённых атомов, создавая когерентные фотоны. В результате мы получим оптическое усиление.
Если количество фотонов, участвующих в усилении за единицу времени, больше числа фотонов, поглощённых атомами, общее количество фотонов начнёт увеличиваться, и можно будет сказать, что коэффициент усиления рабочего тела стал больше единицы.
Если использовать приведённые выше соотношения для процессов поглощения и вынужденного излучения, интенсивность каждого процесса пропорциональна количеству атомов в основном и возбуждённом состоянии N1 и N2. В случае, если количество атомов в основном состоянии намного больше, чем в возбуждённом (N1 > N2), процесс поглощения будет доминировать и все фотоны поглотятся. В случае равенства этих величин (N1 =
N2) количество фактов поглощения будет соответствовать количеству фактов вынужденного излучения, а рабочее тело будет оптически прозрачным. Если же количество возбуждённых атомов будет преобладать (N1 < N2), процесс излучения будет доминировать. Другими словами, для работы лазера необходима инверсия населенностей.

## Создание инверсии населённостей
Как указано выше, для работы лазера необходима инверсия населённостей, однако получить её для группы атомов, находящихся в термодинамическом равновесии, невозможно. Фактически, прямой переход атомов в возбуждённое состояние будет всегда компенсироваться процессами спонтанного и вынужденного излучений. Лучшее, что может быть достигнуто в такой ситуации — оптическая прозрачность в случае N1 = N2 = N/2, но не усиление.
Чтобы достигнуть неравновесного состояния, необходимо использовать косвенные способы перевода атомов в возбуждённое состояние. Чтобы понять, как это работает, мы будем использовать более реалистичную модель, известную как трёхуровневый лазер. Возьмем ещё раз группу из N атомов, но теперь каждый из них может находиться в трёх различных энергетических состояниях на уровнях 1, 2 и 3 с энергиями E1,E2 и E3 в количестве N1, N2 и N3, соответственно. При этом диаграмма энергетических уровней будет выглядеть следующим образом:
На этой диаграмме E1 < E2 < E3; то есть энергетический уровень 2 лежит между основным состоянием и уровнем 3.
В самом начале система атомов находится в термодинамическом равновесии, и большинство атомов находится в основном состоянии, то есть N1 ≈ N, N2 ≈ N3 ≈ 0. Если теперь осветить атомы светом частоты ν31, где E3-E1 = hν31 (h — Постоянная Планка), то благодаря поглощению начнётся процесс перехода атомов в возбуждённое состояние на уровень 3. Такой процесс называется накачкой, и не всегда он вызывается светом. Для этой цели также применяются электрические разряды или химические реакции. Уровень 3 также иногда называют уровнем накачки или полосой накачки, а энергетический переход E1 → E3 — переходом накачки, который показан буквой P на диаграмме.
Если мы будем продолжать накачку атомов, мы возбудим до уровня 3 достаточное их количество, то есть N3 > 0. Далее нам необходимо, чтобы атомы быстро перешли на уровень 2. Освобождённая при этом энергия может излучиться в виде фотона механизмом спонтанного излучения, но на практике рабочее тело лазера выбирают так, чтобы переход 3→2, обозначенный на диаграмме буквой R, проходил без излучения, а энергия тратилась на нагрев рабочего тела.
Атом на уровне 2 может перейти на основной уровень, спонтанно излучив фотон частоты ν21 (которую можно найти из выражения E2-E1 = hν21). Этот процесс показан на диаграмме буквой L. Время этого перехода τ21 значительно превышает время неизлучающего перехода 3 → 2 — τ32 (τ21 >> τ32). При таком условии количество атомов на уровне 3 будет примерно равно нулю (N3 ≈ 0), а количество атомов на уровне 2 больше нуля (N2 > 0). Если на этом уровне удастся удержать больше половины атомов, между уровнями 1 и 2 будет достигнута инверсия населённостей, а на частоте ν21 начнётся оптическое усиление.
Поскольку для достижения такого эффекта нужно возбудить не менее половины атомов, для накачки нужна очень большая энергия. Поэтому трёхуровневые лазеры непрактичны, хотя они и стали первыми созданными Теодором Майманом лазерами (на основе рубина) в 1960 году. На практике чаще используются четырёхуровневые лазеры, как показано на диаграмме ниже:
```
 ===================================  уровень 4, 
E
4
, 
N
4

   ^       | 
   |       | Ra (быстрый переход без излучения)
   |       V
 --|--------------------------------  уровень 3, 
E
3
, 
N
3

   |                   |
   |                   |
   | P                 |
   | (накачка)         | L (медленный переход с излучением)
   |                   |
   |                   |
   |                   V
 --|--------------------------------  уровень 2, 
E
2
, 
N
2

   |        |
   |        | Rb (быстрый переход без излучения)
   |        V
 -----------------------------------  уровень 1 (осн. состояние), 
E
1
, 
N
1
```

Здесь присутствует четыре энергетических уровня E1, E2, E3, E4 и количество атомов N1, N2, N3, N4, соответственно. Энергии этих уровней последовательно увеличиваются: E1 < E2 < E3 < E4.
В такой системе при накачке P атомы переходят из основного состояния (уровень 1) на уровень накачки 4. С уровня 4 атомы переходят с помощью быстрого неизлучающего перехода Ra на уровень 3. Так как время перехода L намного превышает время перехода Ra, на уровне 3 скапливаются атомы, которые затем с помощью спонтанного или вынужденного излучения переходят на уровень 2. С этого уровня быстрым переходом Rb атом может вернуться в основное состояние.
Как и в предыдущем случае, наличие быстрого перехода Ra приводит к тому, что N4 ≈ 0. В четырёхуровневом лазере, благодаря наличию второго быстрого перехода Rb, количество атомов на уровне 2 также стремится к нулю (N2 ≈ 0). Это важно, так как основное количество атомов скапливается на уровне 3, который образует инверсию населённостей с уровнем 2 (N3 > 0, откуда N3 > N2).
Полученное оптическое усиление (и, соответственно, работа лазера) происходит на частоте ν32 (E3-E2 = hν32).
Так как для образования инверсии населённостей в четырёхуровневом лазере достаточно небольшого числа атомов, такие лазеры более практичны. Это объясняется тем, что основное число атомов продолжает оставаться на уровне 1, а инверсия населённостей образуется между уровнями 3 (где находится некоторое число возбуждённых атомов) и уровнем 2, где атомов практически нет, потому что они быстро попадают на уровень 1.
На самом деле можно сделать лазеры с количеством энергетических уровней, большим четырёх. Например, у лазера может быть несколько уровней накачки либо они могут образовывать сплошную полосу, позволяя лазеру работать в широком диапазоне длин волн.
Следует заметить, что энергия перехода оптической накачки в трёх- и четырёхуровневых лазерах превышает энергию перехода излучения. Отсюда следует, что частота излучения накачки должна быть больше частоты выходного излучения лазера. Другими словами, длина волны излучения накачки короче длины волны лазера. При этом для некоторых рабочих тел возможен процесс, когда накачка происходит поэтапно, через несколько уровней. Такие лазеры называются up-conversion lasers (лазер с кооперативным эффектом).
Несмотря на то, что в большинстве лазеров процесс излучения вызывается переходом атомов между различными электронными энергетическими уровнями, описанными выше, это не единственный механизм работы лазера. Во многих широко используемых лазерах (например, лазеры на красителях, лазер на углекислом газе) рабочее тело состоит из молекул и энергетические уровни соответствуют колебаниям этих молекул. Реализация таких процессов может приводить к возникновению мазерного эффекта, проявляющегося в виде усиления радиоизлучения, проходящего через межзвёздную среду. При этом в качестве активной среды способны, в частности, выступать молекулы воды, образующие так называемые водяные мазеры.